# كلارا ألم
كلارا ألم (بالسويدية: Clara Alm)‏ هي لاعبة كرة قدم سويدية، ولدت في 10 سبتمبر 1996 في السويد. لعبت مع Mallbackens IF ‏.

## وصلات خارجية
- كلارا ألم على موقع قاعدة بيانات كرة القدم.إي يو (الإنجليزية)
- كلارا ألم على موقع Soccerway.com (الإنجليزية)